# 三浦信六
三浦 信六（みうら しんろく、1850年（嘉永3年7月）- 1897年（明治30年）9月19日）は、明治期の政治家。衆議院議員、福島県耶麻郡加納村長。

## 経歴
陸奥国耶麻郡上野村（福島県耶麻郡米岡村、加納村、熱塩加納村を経て現喜多方市熱塩加納町米岡上野）で、肝煎（庄屋）三浦嶺八の息子として生まれる。日新館で学び、その後江戸に出て昌平坂学問所で学んだ。
1881年（明治14年）頃から自由民権運動に加わり、同年5月、会津地方有志大親睦会で座長となり、自由党会津支部の創設に尽力し、1882年（明治15年）2月に同支部常任委員に就任。同年12月、福島県会議員に選出され、三島通庸県令反対派であったが、会津三方道路問題には関与しなかった。1885年（明治18年）2月から1890年（明治23年）7月まで県会議員を務め、通算4期在任し、同常置委員も務めた。
1890年7月、第1回衆議院議員総選挙に福島県第四区から立憲自由党所属で出馬して当選したが、同年11月の帝国議会開会に際して吏党の大成会に転じた。1892年（明治25年）2月の第2回総選挙への出馬を断念し、同年、加納村長に就任し、1897年9月に病のため死去した。